# Ladykillers
Pour les articles homonymes, voir The Ladykillers.
Pour plus de détails, voir Fiche technique et Distribution.
Ladykillers ou Les Tueurs de dames au Québec (The Ladykillers) est un film américain réalisé par Joel et Ethan Coen, sorti en 2004. Il s'agit du 11e film des frères Coen et d'un remake du film britannique Tueurs de dames (The Ladykillers) d'Alexander Mackendrick, sorti en 1955.
Le film est notamment présenté au festival de Cannes 2004 où Irma P. Hall reçoit le prix du jury.

## Synopsis
Dans l'État du Mississippi, le « professeur » Goldthwaite H. Dorr emménage comme locataire dans la maison d'une dame d'un certain âge, Marva Munson. D'apparence brillante et distinguée — il se présente comme un professeurs d'humanités classiques —, il souhaite en réalité réaliser le casse du siècle. Lui et sa bande, dont les membres sont présentés comme ses "musiciens" (prétextant des répétitions de musique Renaissance), creusent ainsi en secret un tunnel à partir de la cave de la maison de la vieille dame jusqu'à une barge accostée sur les berges du fleuve, qui abrite un important casino, le Bandit Queen Casino.
Le professeur Dorr est ainsi accompagné du jeune Gawain MacSam (concierge grossier et impétueux qui officie comme taupe au sein du casino), de Garth Pancake (un expert en démolition souffrant du syndrome de l'intestin irritable), du mystérieux "Général" ou encore de la montagne de muscles Lump Hudson. Le professeur et ses complices découvrent bientôt que Mme Munson s'avère être bien plus curieuse qu'il ne l'avait cru.

## Fiche technique
Sauf indication contraire, les informations mentionnées dans cette section peuvent être confirmées par les bases de données cinématographiques IMDb et Allociné,  présentes dans la section « Liens externes ».
- Titre original : The Ladykillers
- Titre français : Ladykillers
- Titre québécois : Les Tueurs de dames[2]
- Réalisation : Joel et Ethan Coen[1]
- Scénario : Joel et Ethan Coen, d'après le scénario original de William Rose
- Musique : Carter Burwell
- Direction artistique : Richard L. Johnson
- Décors : Dennis Gassner
- Costumes : Mary Zophres
- Photographie : Roger Deakins
- Son : Rick Kline, Peter F. Kurland, Skip Lievsay, Greg Orloff
- Montage : Joel et Ethan Coen
- Production : Joel et Ethan Coen, Tom Jacobson, Barry Josephson et Barry Sonnenfeld
  - Production associée : David Diliberto et Robert Graf
  - Coproduction : John Cameron
- Sociétés de production : The Jacobson Company, Mike Zoss Productions et Pancake Productions Inc. (non crédité), présenté par Touchstone Pictures
- Sociétés de distribution : Buena Vista Pictures Distribution (États-Unis), Gaumont Buena Vista International (France) ; Buena Vista International (Suisse romande)
- Budget : 35 millions de $[3],[4]
- Pays de production :  États-Unis
- Langues originales : anglais, vietnamien
- Format : couleur (EFILM Digital Laboratories) — 35 mm — 1,85:1 — son DTS / Dolby Digital / SDDS
- Genre : comédie, policier, thriller
- Durée : 104 minutes
- Dates de sortie[5] :
  - États-Unis, Québec : 26 mars 2004[2]
  - France : 18 mai 2004 (Festival de Cannes) ; 9 juin 2004 (sortie nationale)[6]
  - Suisse romande : 9 juin 2004[7]
  - Belgique : 16 juin 2004[8]
- Classification :
  - États-Unis : les enfants de moins de 17 ans doivent être accompagnés d'un adulte (R – Restricted)[N 1]
  - France : tous publics[9]
  - Belgique : tous publics (Alle Leeftijden)[8]
  - Suisse romande : interdit aux moins de 10 ans[10]
  - Québec : tous publics - déconseillé aux jeunes enfants (G - General Rating)[2]

## Distribution
- Tom Hanks (VF : Jean-Philippe Puymartin et VQ : Bernard Fortin) : Goldthwait Higginson Dorr III
- Irma P. Hall (VF : Michelle Bardollet et VQ : Élizabeth Chouvalidzé) : Marva Munson
- Marlon Wayans (VF : Lucien Jean-Baptiste et VQ : Patrice Dubois) : Gawain MacSam
- J. K. Simmons (VF : Jean Barney et VQ : Guy Nadon) : Garth Pancake
- Tzi Ma (VF : François Barbin et VQ : Jacques Brouillet) : le Général
- Ryan Hurst (VF : Bernard Bollet et VQ : Benoît Rousseau) : Lump Hudson
- Diane Delano (VQ : Isabelle Miquelon) : « Montagne Heureuse » (Mountain Girl en VO)
- George Wallace (VF : Greg Germain et VQ : Benoît Marleau) : le shérif Wyner
- John McConnell (VF : Michel Mella) : le shérif adjoint
- Jason Weaver (VF : Serge Faliu et VQ : Hugolin Chevrette) : Weemack Funthes
- Stephen Root (VF : Gabriel Le Doze et VQ : Denis Roy) : Fernand Gudge
- Greg Grunberg (VF : Nicolas Marié et VQ : Daniel Picard) : le réalisateur du spot publicitaire
- George Anthony Bell (VF : Saïd Amadis et VQ : Yves Corbeil) : le pasteur
- Blake Clark : l'entraineur de football
- Aldis Hodge : Doughnut Gangster
- Jeremy Suarez : Li'l Gawain
- Bruce Campbell : un employé (caméo non crédité)

Source et légende : Version française (VF) sur AlloDoublage

## Production

### Développement
Ladykillers est un remake du film britannique Tueurs de dames (The Ladykillers), d'Alexander Mackendrick, sorti en 1955.
Initialement, c'est Barry Sonnenfeld qui devait réaliser le film. Les frères Coen ne devaient alors qu'en être les scénaristes, avant que leur ancien directeur de la photographique abandonne le projet. Ethan Coen raconte que : « Joel et moi avions adoré le film original. C'est une histoire redoutablement efficace qui offre un potentiel comique puissant. Nous l'avons épurée jusqu'à n'en garder que la structure principale, les rouages, et nous avons repensé tout le reste. Les spécificités des personnages et le cadre de l'action sont complètement différents de l'original ». Son frère Joel Coen ajoute que : « L'idée de situer Ladykillers dans le Sud et de faire de la vieille dame une fervente de l'Église baptiste a été notre point de départ. Cela redéfinissait tout l'ensemble ».

### Attribution des rôles
Irma P. Hall a été la première actrice auditionnée pour le rôle de Marva Munson. Elle pensait avoir raté son audition : « Je n'avais lu que quelques lignes, et puis nous avions commencé à parler. Je me suis dit qu'ils ne voulaient même pas m'entendre lire et que je n'aurais pas le rôle ! Je n'oublierai jamais ce sentiment de tristesse ».

### Tournage
Le tournage a principalement lieu à Natchez dans l'État du Mississippi. Le film a également été tourné dans les Universal Studios à Universal City en Californie et dans les New Deal Studios de Los Angeles.

### Bande originale
Bandes originales des films des frères Coen
Intolérable Cruauté
(2003) No Country for Old Men
(2007)
La bande originale est composée par Carter Burwell, qui a travaillé sur tous les films précédents des frères Coen excepté O'Brother. L'album commercialisé ne contient pas ses compositions mais une sélection de titres gospel, rap, blues. T-Bone Burnett produit la bande originale, comme il l'avait fait pour The Big Lebowski et O'Brother. Il explique le rapport des deux frères avec la musique : « Dans ce film comme dans O'Brother, les frères Coen ont fait de la musique un élément essentiel de la narration. La musique a toujours occupé une part importante dans leurs films, depuis le nettoyage des traces d'un meurtre au rythme de It's the Same Old Song dans Sang pour sang, aux tyroliennes de Arizona Junior, en passant par la séquence de rêve humoristique de The Big Lebowski ou les témoignages d'un siècle de musique folk dans O'Brother. L'album de ce dernier film a fait renaître l'intérêt pour la musique folk, il s'est vendu à 7 millions d'exemplaires, ce qui en fait l'un des best-sellers de l'histoire de la musique de film ».
Dans le film, on peut entendre le menuet - 3e mouvement du Quintette à cordes Op. 13 No. 5" de Luigi Boccherini que le groupe prétend jouer, en référence au film original.
Liste des titres
1. Come, Let Us Go Back to God (The Soul Stirrers) – 2:50
2. Trouble of This World (Coming Home) (Nappy Roots) – 3:48 (avec les chœurs de Rose Stone, Freddie Stone et Lisa Stone)
3. Let Your Light Shine on Me (The Venice Four, Rose Stone et le Abbot Kinney Lighthouse Choir) – 6:43
4. Another Day, Another Dollar (Nappy Roots) – 3:48
5. Jesus I'll Never Forget (The Soul Stirrers) – 2:36
6. Trouble in, Trouble Out (Nappy Roots) – 4:04
7. Trouble of This World (Bill Landford & The Landfordaires) – 2:45 (non présent dans le film)
8. Come, Let Us Go Back to Go (Donnie Mcclurkin) – 4:33
9. Weeping Mary (Rosewell Sacred Harp Quartet) – 2:41
10. Sinners (Little Brother) – 4:25
11. Troubled, Lord I'm Troubled (Bill Landford & The Landfordaires) – 2:58
12. You Can't Hurry God (Donnie McClurkin) – 2:26
13. Any Day Now (The Soul Stirrers) – 2:28
14. Trouble of This World (Rose Stone and the Venice Four and the Abbot Kinney Lighthouse Choir) – 2:55
15. A Christian's Plea (Swan Silvertones) – 2:23
16. Let Your Light Shine on Me (Blind Willie Johnson) – 3:07
17. Let the Light from the Lighthouse Shine on Me (Rose Stone, the Venice Four & the Abbot Kinney Lighthouse Choir) – 1:42
18. Yes (The Abbot Kinney Lighthouse Choir featuring Kristle Murden) – 5:29

## Accueil

### Accueil critique
Le film reçoit des critiques partagées. Sur l'agrégateur de critiques Rotten Tomatoes, il obtient 54% d'avis favorables pour 191 critiques et une note moyenne de 6,1⁄10. Le consensus suivant résume les critiques compilées par le site : « La performance de Hanks dans le rôle principal est inspirée, mais il s'agit d'une proposition relativement mineure des frères Coen ». Sur Metacritic, qui utilise une moyenne pondérée, le film obtient une note de 56⁄100 pour 40 critiques.
Sur le site AlloCiné, qui recense 25 critiques de presse, le film obtient la note moyenne de 3,2⁄5
.

### Box-office
Produit pour un budget d'environ 25 millions de dollars, le film en récolte 76 millions au box-office.
| Pays ou région     | Box-office        | Date d'arrêt du box-office | Nombre de semaines |
| ------------------ | ----------------- | -------------------------- | ------------------ |
| États-Unis, Canada | 39 799 191 $      | 15 juillet 2004            | 16                 |
| France             | 1 280 351 entrées | -                          | -                  |
| Total mondial      | 76 665 191 $      |                            |                    |

## Distinctions

### Récompenses

#### 2004
- Festival de Cannes : prix du jury pour Irma P. Hall (ex æquo avec le film Tropical Malady d'Apichatpong Weerasethakul)[24]
- Il Festival Nazionale del Doppiaggio Voci nell'Ombra : meilleure voix masculine pour Massimo Rossi (pour la voix de Tom Hanks)
- Women Film Critics Circle Awards : meilleure performance comique pour Irma P. Hall

#### 2005
- Black Reel Awards : meilleure actrice dans un film musical ou une comédie pour Irma P. Hall
- Evening Standard British Film Awards : meilleure réalisation technique / artistique pour Roger Deakins
- Yoga Awards : pire réalisateur étranger pour Joel et Ethan Coen

### Nominations

#### 2004
- Festival de Cannes : palme d'or pour Joel et Ethan Coen

#### 2005
- Academy of Science Fiction, Fantasy and Horror Films - Saturn Awards : meilleure actrice dans un second rôle pour Irma P. Hall
- NAACP Image Awards : meilleure actrice dans un film pour Irma P. Hall
- MovieGuide Awards : actrice la plus inspirante pour Irma P. Hall

### Sélections
- Festival de Cannes 2004 : longs métrages - compétition pour Joel Coen[23]

## Éditions en vidéo
- En France, le film Ladykillers est sorti en DVD le 9 décembre 2004[25]. Le film est également sorti en VOD le 1er février 2016[6].
- Au Québec, le film est sorti en DVD le 25 janvier 2024[26].

## Clin d'œil
Dans leur tout premier film, Blood Simple, Joel et Ethan Coen faisaient déjà référence à Tueurs de dames : avec la réplique « qui a l'air stupide maintenant ? » lorsque le détective privé tire sur le propriétaire du bar. Dans Tueurs de dames, c'est une phrase culte à la fin du film.